# Грынь (деревня)
Грынь — деревня в Ульяновском районе Калужской области России. Относится к сельскому поселению «Село Заречье». Является родиной самого маленького участника Великой Отечественной войны — Сергея Алёшкова.

## География
Грынь расположена на реке Вырка — левом притоке Оки в 2,5 км к юго-западу от деревни Грынские Дворики и в 4 км к северо-востоку от села Озерно.

### Часовой пояс
Деревня Грынь, как и вся Калужская область, находится в часовой зоне МСК (московское время). Смещение применяемого времени относительно UTC составляет +3:00.

## История

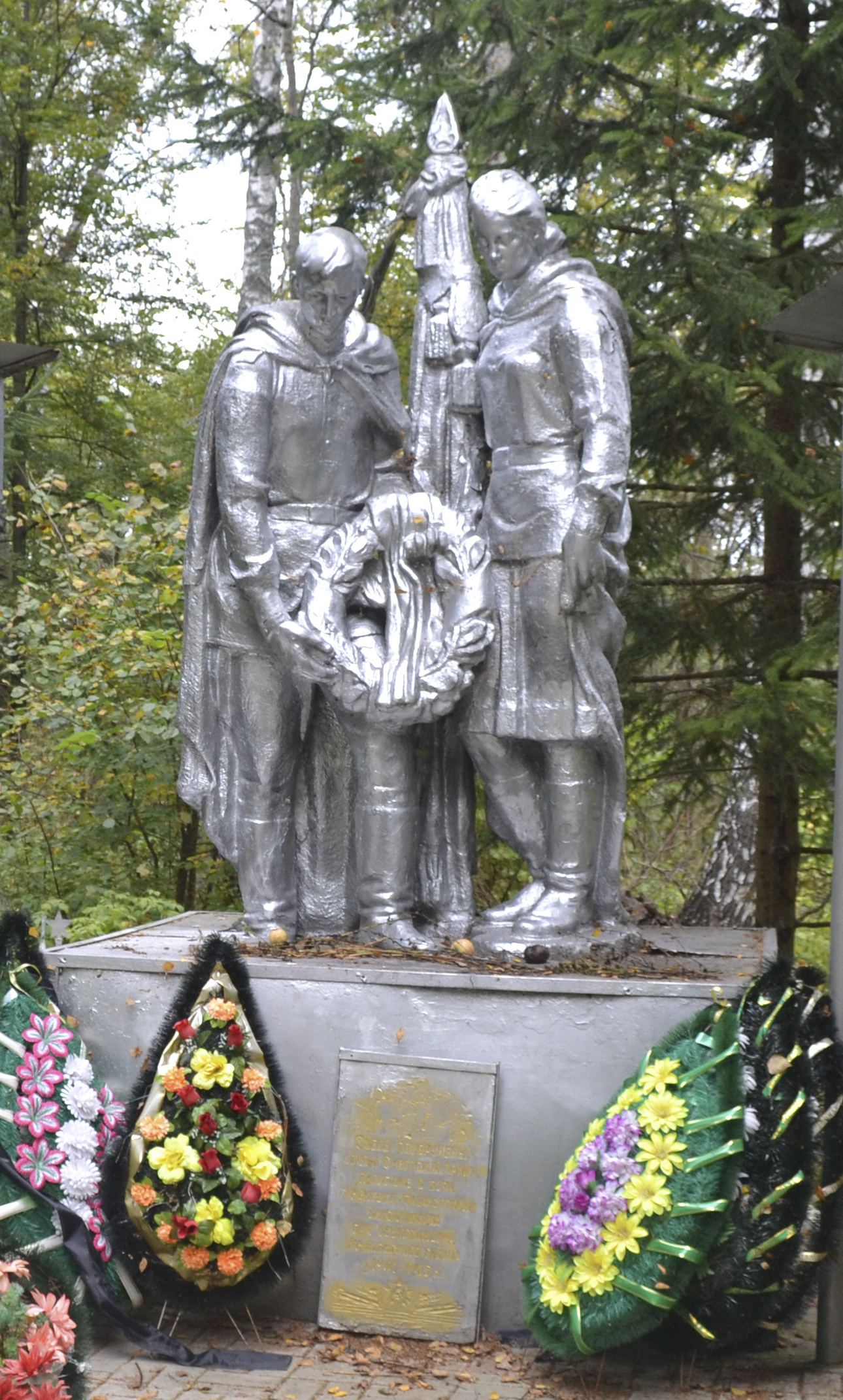
Памятник павшим на братской могиле в селе Уколица

Первые упоминания Грыни — «деревня Грын на речке на Выре» относятся к 1590-м годам.
С XVI века деревня относилась к Вейнской волости Козельского уезда. Церковный приход, к которому принадлежала Грынь, был в Озерне, где находилась Георгиевская церковь. К нему же относились и деревни Палома, Железница и Гаськова. При этом записи о жителях Грыни встречаются и в метрических книгах Троицкой церкви села Вейно Козельского уезда Калужской губернии, а позже — в метрических книгах церкви иконы Божией Матери «Одигитрия», построенной в Вейно в 1855 году.
В XVII веке в окрестные леса относились к Столпицкой засеке, входившей в состав Козельских засек — оборонительных сооружений Московской Руси от набегов крымских татар. Засечная черта представляла собой комбинацию лесных завалов и крепостей, строящихся у бродов и на открытых местах.
Грынь отмечена на карте Генерального плана Козельского уезда за 1780-90 годы.
В середине XIX века Грынь обозначена в документах, как казенная деревня «при речке Вырке».
После Гражданской войны, в 1920-м году,- переселенцы из Грыни основали в Ачаирском районе Омского округа Сибирского края (ныне — Омская область) деревню, дав ей название Грынь или Грынская артель. Позже это название трансформировалось в Гринск.
Во время Великой Отечественной войны деревня с осени 1941 года была под немецкой оккупацией, но служила базой действовавшим в окрестностям партизанам. Неоднократно оказывалась на линии фронта и, по свидетельству очевидцев, была разрушена во время тяжелых боев января 1942 года. Окончательно территория нынешнего Ульяновского района была освобождена летом 1943 года во время Курско-Орловской битвы. В послевоенное время прах погибших бойцов Красной армии, захороненных в районе Грыни,- был перенесен в братские могилы у села Озерно, находящегося в 4 км северо-восточнее Грыни и в деревню Уколица (в 16 км юго-западней Грыни).
В 1986 году в результате Чернобыльской катастрофы южная и юго-западная части Калужской области были подвержены радиоактивному загрязнению. В настоящее время Грынь, как деревня, находящаяся «в границах зон радиоактивного загрязнения вследствие катастрофы на Чернобыльской АЭС» относится к населенным пунктам, входящим в «зону проживания с льготным социально-экономическим статусом».

## Население

### Исторические данные
1851 год: 573 жителя, из них мужчин — 309, женщин — 264..
1863 год: 1055 жителей из них мужчин — 485, женщин — 570.
1896 год: 1313 жителей из них мужчин — 623, женщин — 690 человек, дворов — 177.
1897 год: 1320 жителей из них мужчин — 638, женщин — 682.
1912 год: 1655 жителей: мужчин — 873, женщин — 882.

## Виды окрестностей деревни

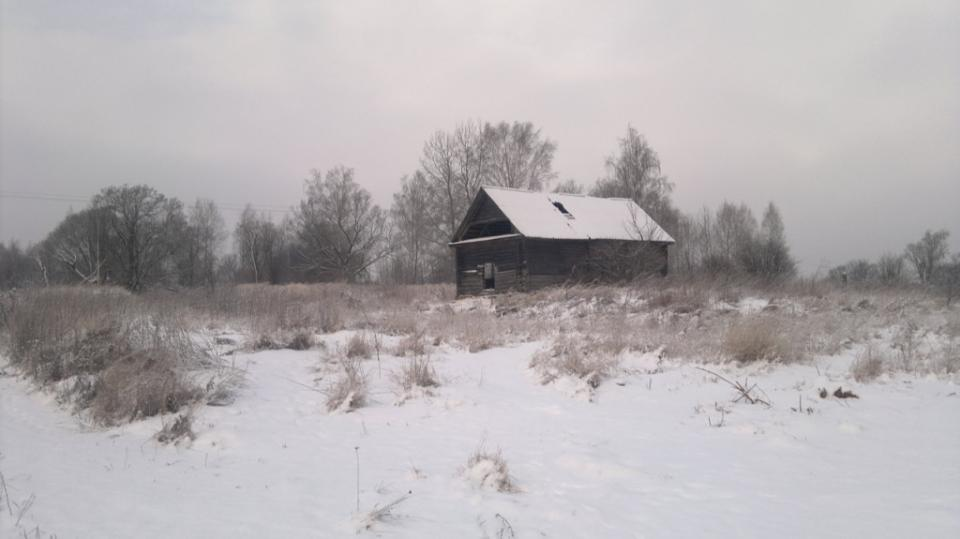
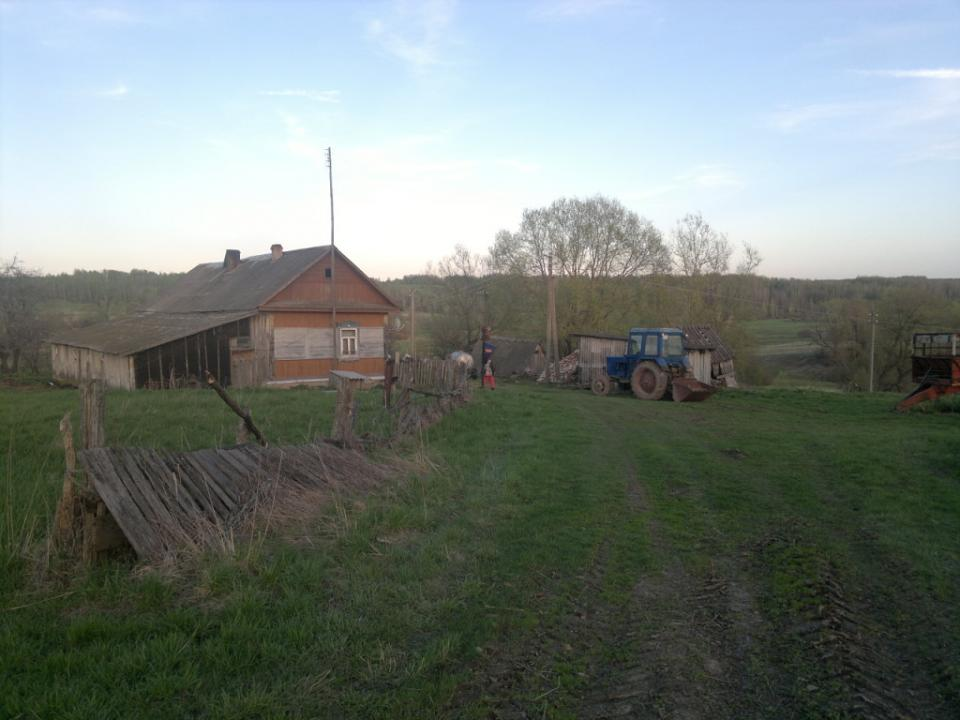
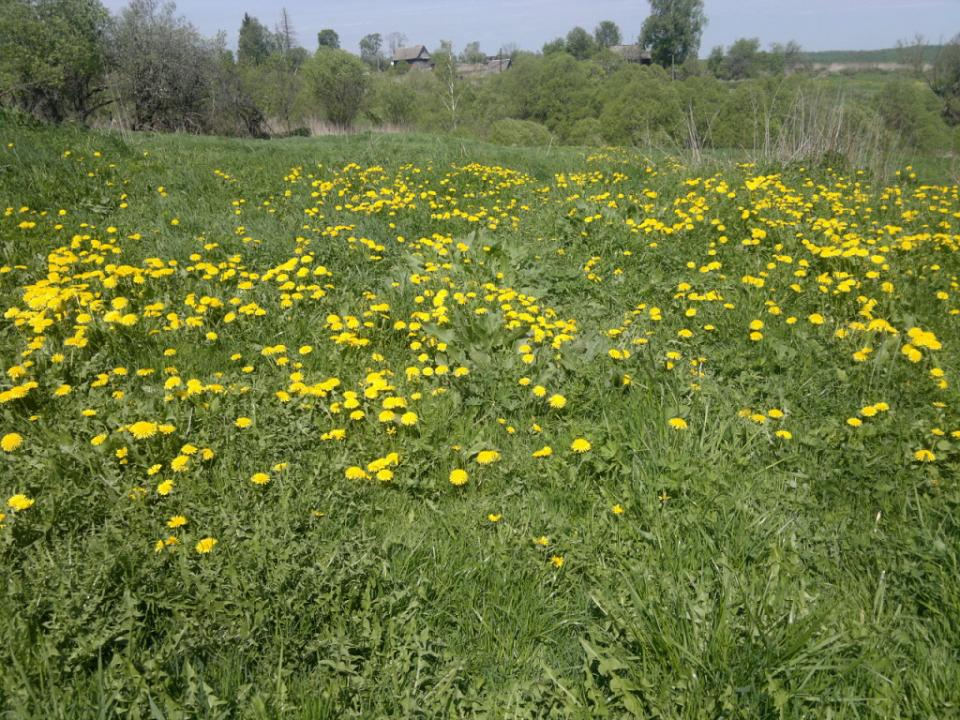

### Современные данные
| 2002 | 2010 |
| ---- | ---- |
| 47   | ↘17  |